# Le Prince Caspian
Le Prince Caspian (en anglais : Prince Caspian: The Return to Narnia) est un roman fantastique pour la jeunesse de Clive Staples Lewis, publié en 1951. C'est le deuxième tome de la série Le Monde de Narnia, qui en compte sept. Dans l'ordre de lecture, c'est le quatrième.

## Résumé
Un an s'est écoulé depuis Le Lion, la Sorcière blanche et l'Armoire magique. En Angleterre, c'est la rentrée des classes. Peter, Susan, Edmund et Lucy Pevensie retournent ensemble, en train, vers leurs écoles respectives. Mais dans une gare, ils sont happés et se retrouvent sur une île inconnue. En l'explorant, ils découvrent les ruines du palais où ils furent jadis rois et reines. Le temps s'est écoulé beaucoup plus vite à Narnia que dans le monde humain…
Ils rencontrent le nain Trompillon et le sauvent de soldats Telmarins voulant le tuer. Il leur apprend que, pendant leur absence, Narnia a changé : la magie y a presque disparu et la plupart des animaux ne parlent plus, à part quelques-uns qui vivent cachés, de même que les nains rebelles.
Narnia a été conquise par les Telmarins qui ont tenté d'éradiquer tout ce qui restait de l'ancien Narnia. Caspian X, le fils du précédent roi Caspian IX, découvre par son tuteur l'histoire de Narnia avant sa conquête et rêve de réunir l'ancien et le nouveau Narnia quand son règne commencera. Cependant, la naissance de son cousin le met dans une situation dangereuse. En effet, Miraz — son oncle — est régent et préférerait que ce soit son fils qui deviennent roi. Après s'être enfuit, Caspian a rencontré Trompillon, Chasseur-de-truffes et un autre nain et grâce à eux les animaux parlants et centaures survivants. Prêts à entrer en guerre, ils sont devancés par Miraz qui a découvert leurs traces et veut achever l'ancien Narnia. Dans l'espoir d'obtenir de l'aide, Caspian a soufflé dans la trompe de la reine Susan ce qui a provoqué la venue des enfants Pevensie.
Les enfants et Trompillon se mettent en route mais finissent par se séparer après que Lucy ait reconnu Aslan. Susan et elle suivent le Lion. De leur côté, Peter, Edmund et Trompillon rejoignent Caspian au moment où un nain, une sorcière et un loup-garou tentent de faire revenir la Sorcière blanche. Pour gagner du temps, Peter propose un duel à Miraz. Rejettant d'abord sa proposition, Miraz est vexé quand deux seigneurs telmarins feignent de croire qu'il a peur et finit par accepter. Après un combat acharné, Peter gagne et Miraz est assassiné par les seigneurs telmarins qui envoient l'armée venger le roi en rejetant la faute sur les Narniens.
Pendant ce temps, Aslan et les filles parcourent la région suivis d'enfants telmarins. Aslan réveille le fleuve qui détruit le pont empêchant les soldats telmarins de s'enfuir. Caspian finit vainqueur et est reconnu roi par Aslan.
Le Lion apprend à Peter et Susan qu'ils ne pourront plus retourner à Narnia : ils sont désormais trop âgés. Il invite les Telmarins qui refusent la nouvelle situation à rejoindre leur monde d'origine où ils pourront vivre dans une île inconnue et leur apprend que les Telmarins sont originaires de bandits issus de la terre qui ont découvert par hasard un passage vers le monde de Narnia. Dans le livre suivant (L'Odyssée du Passeur d'Aurore), c'est donc seuls qu'Edmund et Lucy poursuivront l'aventure.

## Liste des chapitres
1. L'île
2. L'ancienne chambre du trésor
3. Le nain
4. Le nain raconte l'histoire du prince Caspian
5. L'aventure de Caspian dans les montagnes
6. Ceux qui vivaient en se cachant
7. L'ancien Narnia en danger
8. Comment ils quittèrent l'île
9. Ce que vit Lucy…
10. Le retour du Lion
11. Le Lion rugit
12. Sorcellerie et vengeance soudaine
13. Le grand roi commande
14. Où tout le monde est très occupé
15. Aslan crée une porte dans l'air

## Adaptations
- 2008 : Le Monde de Narnia : Le Prince Caspian, film
- 2008 : Le Monde de Narnia : Le Prince Caspian, jeu vidéo basé sur l'adaptation cinématographique

## Éditions françaises
(liste non exhaustive)
- 1953 : Prince Caspian, le retour à Narnia ; traduit par Émile R. Blanchet, illustré par Romain Simon, collection : Idéal-Bibliothèque, Hachette, 187 p.[1] (1re édition en France)

Rééditions :
- 1973 : Prince Caspian, le retour à Narnia ; traduit par Émile R. Blanchet, illustré par François Batet, Collection : Bibliothèque rose, Hachette, 188 p[2].
- 1982 : Le Prince Caspian ; traduit par Anne-Marie Dalmais, illustré par Pauline Baynes, Collection : Bibliothèque du chat perché, Flammarion, 279 p.[3]  (ISBN 2-08-091736-6)
- 1993 : Le Prince Caspian ; traduit par Anne-Marie Dalmais ; ill. de Pauline Baynes, Collection : Castor poche. Junior, Flammarion, 279 p.[4]  (ISBN 2-08-162260-2)
- 2008 : Le Prince Caspian ; traduit par Anne-Marie Dalmais, Collection : Folio junior no 1153, Gallimard-Jeunesse, 235 p.[4]  (ISBN 978-2-07-061992-4)